# Ammogarypus lawrencei
Espèce
Ammogarypus lawrencei est une espèce de pseudoscorpions de la famille des Garypidae.

## Distribution
Cette espèce est endémique de Namibie. Elle se rencontre vers Natab.

## Étymologie
Cette espèce est nommée en l'honneur de Reginald Frederick Lawrence.

## Publication originale
- Beier, 1962 : Pseudoscorpioniden aus der Namib-Wüste. Annals of the Transvaal Museum, vol. 24, p. 223-230.